# (3215) Lapko
(3215) Lapko es un asteroide perteneciente al cinturón de asteroides, descubierto el 23 de enero de 1980 por Liudmila Karachkina desde el Observatorio Astrofísico de Crimea (República de Crimea).

## Designación y nombre
Designado provisionalmente como 1980 BQ. Fue nombrado Lapko en honor al cirujano soviético Konstantin Kuz'mich Lapko.